# Jean-Marc Chabloz
Jean-Marc Chabloz (ur. 27 maja 1967 w Montreux) – szwajcarski biathlonista.

## Kariera
W Pucharze Świata zadebiutował 13 grudnia 1990 roku w Les Saisies, gdzie zajął 79. miejsce w biegu indywidualnym. Pierwsze punkty wywalczył 25 stycznia 1992 roku w Anterselvie, zajmując 21. miejsce w sprincie. Nigdy nie stanął na podium indywidualnych zawodów PŚ, jednak 18 marca 1993 roku w Kontiolahti i 28 lutego 2001 roku w Soldier Hollow był czwarty w biegu indywidualnym. W pierwszym przypadku w walce o podium lepszy okazał się Włoch Johann Passler, a w drugim Szwajcara wyprzedził Francuz Julien Robert. Najlepsze wyniki osiągnął w sezonie 1998/1999, kiedy zajął 32. miejsce w klasyfikacji generalnej. W 1991 roku wystąpił na mistrzostwach świata w Lahti, gdzie zajął 16. miejsce w sztafecie. Najlepszy wynik uzyskał podczas mistrzostw świata w Ruhpolding w 1996 roku, gdzie był dziesiąty w biegu indywidualnym. W 1992 roku startował na igrzyskach olimpijskich w Albertville, gdzie zajął 54. miejsce w biegu indywidualnym i 77. w sprincie. Na rozgrywanych dwa lata później igrzyskach w Lillehammer zajął 45. miejsce w biegu indywidualnym i 59. miejsce w sprincie. Brał też udział w igrzyskach olimpijskich w Nagano w 1998 roku i igrzyskach w Salt Lake City w 2002 roku, jednak nie poprawił wyników.

## Osiągnięcia

### Igrzyska olimpijskie
| Rok  | Miejscowość    | Konkurencje | Konkurencje | Konkurencje | Konkurencje | Konkurencje | Konkurencje | Konkurencje |
| Rok  | Miejscowość    | IN          | SP          | PU          | MS          | RL          | MR          | SR          |
| ---- | -------------- | ----------- | ----------- | ----------- | ----------- | ----------- | ----------- | ----------- |
| 1992 | Albertville    | 54.         | 77.         | nd.         | nd.         | –           | nd.         | –           |
| 1994 | Lillehammer    | 45.         | 60.         | nd.         | nd.         | –           | nd.         | –           |
| 1998 | Nagano         | 51.         | DNF         | nd.         | nd.         | –           | nd.         | –           |
| 2002 | Salt Lake City | 61.         | 64.         | –           | nd.         | 18.         | nd.         | –           |

### Mistrzostwa świata
| Rok  | Miejscowość         | Konkurencje | Konkurencje | Konkurencje | Konkurencje | Konkurencje | Konkurencje | Konkurencje |
| Rok  | Miejscowość         | IN          | SP          | PU          | MS          | RL          | MR          | SR          |
| ---- | ------------------- | ----------- | ----------- | ----------- | ----------- | ----------- | ----------- | ----------- |
| 1991 | Lahti               | –           | –           | nd.         | nd.         | 16.         | nd.         | –           |
| 1993 | Borowec             | 59.         | 16.         | nd.         | nd.         | –           | nd.         | –           |
| 1995 | Anterselva          | 60.         | 75.         | nd.         | nd.         | 19.         | nd.         | –           |
| 1996 | Ruhpolding          | 10.         | 54.         | nd.         | nd.         | 18.         | nd.         | –           |
| 1997 | Osrblie             | 29.         | 13.         | 22.         | nd.         | 17.         | nd.         | –           |
| 1998 | Pokljuka/Hochfilzen | –           | –           | 26.         | nd.         | –           | nd.         | –           |
| 1999 | Kontiolahti/Oslo    | 32.         | 40.         | 39.         | –           | –           | nd.         | –           |
| 2000 | Oslo                | 29.         | 55.         | 55.         | –           | –           | nd.         | –           |
| 2001 | Pokljuka            | 15.         | 56.         | 56.         | –           | 17.         | nd.         | –           |
| 2003 | Chanty-Mansyjsk     | 61.         | 31.         | 30.         | –           | 15.         | nd.         | –           |
| 2004 | Oberhof             | 47.         | 42.         | DNF         | –           | 19.         | nd.         | –           |

### Puchar Świata

#### Miejsca w klasyfikacji generalnej
| Sezon     | Miejsce |
| --------- | ------- |
| 1990/1991 | -       |
| 1991/1992 | 42.     |
| 1992/1993 | 47.     |
| 1993/1994 | -       |
| 1994/1995 | -       |
| 1995/1996 | 51.     |
| 1996/1997 | 49.     |
| 1997/1998 | 36.     |
| 1998/1999 | 32.     |
| 1999/2000 | 64.     |
| 2000/2001 | 39.     |
| 2001/2002 | 60.     |
| 2002/2003 | 79.     |
| 2003/2004 | -       |

#### Miejsca na podium chronologicznie
Chabloz nigdy nie stanął na podium indywidualnych zawodów PŚ.